# Bulbul oranžovohrdlý
Bulbul oranžovohrdlý (Pycnonotus melanicterus) je zpěvný pták z čeledi bulbulovitých. Hnízdí na území jižní Asie v rozmezí od Indie a Srí Lanky po Indonésii.
Bulbul oranžovohrdlý dorůstá 19 cm. Má olivově zelenou svrchní stranu těla a žlutou nebo žluto-zelenou spodinu. Hlavu má černou. Pohlaví jsou si přitom velice podobná, mladí ptáci jsou však v porovnání s dospělci jednotvárnějšího zbarvení.
Obývá lesy a husté křoviny. Hnízdo buduje v keři a samice do něj následně klade 2–4 vejce. Živí se různými plody a hmyzem.